# WTA Tokio III
Das WTA Tokio III (offiziell: Lion’s Cup) war ein Damen-Tennisturnier der WTA Tour, das in der japanischen Hauptstadt Tokio ausgetragen wurde.
Offizielle Namen des Turniers:
- 1978–1979: Emeron Cup (Hart)
- 1980–1985: Lion’s Cup (Teppich)

Preisgelder:
- 1978: 100.000 $
- 1979–1981: 200.000 $
- 1982: ?
- 1983–1984: 200.000 $
- 1985: 100.000 $

## Siegerliste

### Einzel
| Jahr | Siegerin            | Finalgegnerin       | Ergebnis      |
| ---- | ------------------- | ------------------- | ------------- |
| 1978 | Chris Evert         | Martina Navratilova | 7:5, 6:2      |
| 1979 | Tracy Austin        | Martina Navratilova | 6:2, 6:1      |
| 1980 | Martina Navratilova | Tracy Austin        | 6:4, 6:3      |
| 1981 | Martina Navratilova | Chris Evert-Lloyd   | 6:3, 6:2      |
| 1982 | Chris Evert-Lloyd   | Andrea Jaeger       | 6:3, 6:2      |
| 1983 | Martina Navratilova | Chris Evert-Lloyd   | 6:2, 6:2      |
| 1984 | Manuela Maleewa     | Hana Mandlíková     | 6:1, 1:6, 6:4 |
| 1985 | Chris Evert-Lloyd   | Manuela Maleewa     | 7:5, 6:0      |